# Christian Kunze
Christian Kunze (* 1962) ist ein deutscher Klassischer Archäologe.
Christian Kunze, Sohn der Archäologin Erika Kunze-Götte und des Musikwissenschaftlers Stefan Kunze, Enkel des Archäologen Emil Kunze und Bruder des Malers Michael Kunze, studierte Klassische Archäologie, Kunstgeschichte und Philosophie an der Universität Bern sowie der Freien Universität Berlin. 1990 schloss er sein Studium mit dem Magisterexamen ab. Von 1991 bis 1994 war er ein von der Studienstiftung des deutschen Volkes unterstützter Promotionsstudent an der FU Berlin und wurde bei Adolf Borbein mit der Arbeit Skulpturen des hohen und späten Hellenismus. Studien zu ihrer formalen Entwicklung und inhaltlichen Interpretation promoviert. Danach wurde Kunze wissenschaftlicher Mitarbeiter am archäologischen Institut der Universität Bonn. 1997 nahm er am Lehrgang Religiöse Repräsentation im archaischen und klassischen Athen des Deutschen Archäologischen Instituts (DAI) in Athen teil. 1999/2000 weilte er ein Jahr als Habilitations-Stipendiat der Deutschen Forschungsgemeinschaft an der University of Oxford, dem Beazley Archive, und am Centre Louis Gernet der École des Hautes Études in Paris. Mit der Arbeit Mythos im Wandel. Studien zur Veränderung des Mythenbildes von der archaischen zur klassischen Zeit wurde Kunze 2004 in Bonn habilitiert. Im Sommersemester 2005 vertrat er in Bonn den Lehrstuhl von Harald Mielsch. 2006 wurde er in Nachfolge von Burkhardt Wesenberg auf den Lehrstuhl für Klassische Archäologie der Universität Regensburg berufen. Seit 2008 ist Kunze Herausgeber der DAI-Publikationsreihe Antike Plastik. Ein Jahr später wurde er ordentliches Mitglied des DAI und dessen Zentraldirektion.
Kunze forscht vorrangig zur griechischen und römischen Skulptur, zur griechischen Vasenmalerei sowie zur antiken Ikonografie.

## Schriften
- Der Farnesische Stier und die Dirkegruppe des Apollonios und Tauriskos, de Gruyter, Berlin-New York 1998, ISBN 3-11-016162-1, (Jahrbuch des Deutschen Archäologischen Instituts. Ergänzungsheft 30)
- Zum Greifen nah. Stilphänomene in der hellenistischen Skulptur und ihre inhaltliche Interpretation, Biering und Brinkmann, München 2002, ISBN 3-930609-36-3.